# 有薗芳記
有薗 芳記（ありぞの よしき、1960年10月24日 - ）は、埼玉県出身の日本の俳優。オフィスPSC所属。明治大学卒業。
身長158cm、体重50kg。

## 来歴・人物
大学卒業後、1982年に第三エロチカに入団。1989年にMODEの公演に初参加、1990年に第三エロチカを退団し、以後MODEを中心に活動。
2007年、『風林火山』にて河原村伝兵衛役に起用され、知名度を高めた。

## 出演

### テレビドラマ
- 世にも奇妙な物語「そこではお静かに」（1991年11月21日、フジテレビ）
- 連続テレビ小説（NHK総合）
  - 春よ、来い（1994年 - 1995年） - 坂上淳 役
  - てるてる家族（2003年 - 2004年） - 伊藤喜介 役
  - あまちゃん（2013年） - 喫茶アイドルの常連客　役
  - とと姉ちゃん（2016年） - 三宅光政　役
  - なつぞら（2019年） - 松井新八 役
- さむらい探偵事件簿（1996年 - 1997年、日本テレビ） - 文六 役
- 虹色定期便（1997年、NHK教育） - ロキ（岩間武）・木島宏 役（一人二役）
- 新・半七捕物帳 第10話「三つの声」（1997年、NHK総合） - 鋳掛屋・庄五郎 役
- 鬼平犯科帳 第7シリーズ 第11話「毒」（1997年、フジテレビ / 松竹） - 伊太郎
- 剣客商売（フジテレビ）
  - 第1シリーズ 第9話「天魔」（1998年） - 善助 ※有園芳記名義
  - 第4シリーズ 第5話「東海道見附宿」（2003年） - 市太郎
- ドラマ30「家族曲線（1998年、中部日本放送）
- サイコメトラーEIJI（1999年、日本テレビ）
- 火曜サスペンス劇場（日本テレビ）
  - 「警部補 佃次郎5 あかね雲」（1998年4月21日） - 暴力団の準構成員・麦島明 役
  - 「警視庁鑑識班7 社長射殺事件の凶器はオレの銃―拳銃を奪われた暴対刑事の苦悩と恐怖の10日間」（1999年6月22日） - 久我 三郎 役
  - 「臨床心理士」第3作『母の血色のルビーが招いた密室殺人』（2001年5月29日） - 町の男
- OUT〜妻たちの犯罪〜（1999年、フジテレビ）
- カバチタレ!（2001年、フジテレビ）第1話 - 錦戸ファイナンス社長 役
- 御家人斬九郎 第5シリーズ 第3話「最後の忍者」（2001年、フジテレビ / 映像京都） - 宇津木兵衛
- 土曜ワイド劇場（テレビ朝日）
  - 宗谷本線殺人事件（2001年） - 青木均 役
  - 覗く女 実況中継された連続殺人!（2002年） - 丸山賢三 役
  - 検事・朝日奈耀子（2003年）
  - 火災調査官・紅蓮次郎（2006年）
  - 新聞記者 鶴巻吾郎の事件簿（2010年） - 吉村剛史 役
  - 警視庁・捜査一課長〜ヒラから成り上がった最強の刑事!（2015年） - 井川和行 役
  - 監察官・羽生宗一〜毒ハブと呼ばれる男!!（2016年） - 丸山敏弘 役
- 金曜エンタテイメント（フジテレビ）
  - 浅見光彦シリーズ 榎木孝明版11「皇女の霊柩」（2001年3月30日） - 大石部長刑事 役
  - ピッキングトリオの事件簿（2001年、フジテレビ）
- 相棒（テレビ朝日）
  - season1 第4話「下着泥棒と生きていた死体」（2002年10月30日） - 二木達郎 役
  - Season21 第6話「笑う死体」（2022年11月16日） - 大谷敏夫 役
- ダイヤモンドガール（2003年、フジテレビ）
- 笑う三人姉妹（2005年、NHK総合）
- 大河ドラマ（NHK総合）
  - 風林火山（2007年） - 河原村伝兵衛 役
  - 龍馬伝（2010年） - 佐藤与之助 役
  - 平清盛（2012年） - 藤原経宗 役
  - 軍師官兵衛（2014年） - 増田長盛 役
- 幻十郎必殺剣（テレビ東京、2008年）
- 狩矢父娘シリーズ 第9作「京料理殺人事件」（2008年）- 役者
- 水曜ミステリー9（テレビ東京）
  - 篝警部補の事件簿4（2008年4月16日）
  - 森村誠一サスペンス 刑事の証明4（2012年10月31日） - 桑名勝 役
  - 北海道警事件ファイル 警部補 五条聖子2（2014年5月21日） - 森下亮司 役
  - さすらい署長 風間昭平12（2015年11月11日） - 箕田功補 役
- 警視庁捜査一課9係（テレビ朝日）
  - season3 第3話「装飾（デコレーション）死体」（2008年） - 小早川博（工場勤務）
  - season8 第9話「殺しのネックレス」（2013年）- 風間徹夫（元塗装会社経営者）
  - season10 第3話「伝説の鑑識」（2015年）- 中島真治（工務店社長）
- 水戸黄門 （TBS）
  - 第33部 第18話「帰って来た風の盆-八尾-」(2004年8月23日） - 長吉 役
  - 第39部 第6話「スッたもんだの初手柄-倉敷-」（2008年11月17日） - 岩崎仙蔵 役
  - 第40部 第9話「はぐれ老公お宝探し-弘前-」（2009年9月21日） - 又三 役
  - 第42部 第4話「剣に勝つ、医は仁術 -高田-」（2010年11月1日） - 吉蔵 役
  - 最終回スペシャル（2011年12月19日） - 小源太 役
- 忠臣蔵 音無しの剣（2008年12月14日、テレビ朝日） - 善七 役
- おみやさん第6シリーズ第15話（2009年3月19日、テレビ朝日） - 名和健二 役
- 臨場（2009年6月17日、テレビ朝日）
- 853〜刑事・加茂伸之介（2010年、テレビ朝日） - 有沢 役
- 月曜ゴールデン （TBS）
  - 「萬屋長兵衛の隅田川事件ファイル2」（2010年2月15日）
  - 「十津川警部シリーズ」
    - 22 京都・恋と裏切りの嵯峨野（2001年4月2日） - 能演者・竹宮吾郎（篠井英介）の家の住み込みの門弟・小林克彦 役
    - 45 志賀高原殺人事件〜黒姫伝説の謎〜 （2011年10月10日） - 久保満（布施博）の須坂刑務所服役の時の友人・野口俊吾 役
- フジテレビ開局50周年記念ドラマ「わが家の歴史」（2010年4月9日、フジテレビ） - クラブの客 役
- ハンチョウ〜神南署安積班〜 第3シリーズ 第5話（2010年8月1日、TBS） - 島村（工場の従業員） 役
- 警視庁継続捜査班 第5話（2010年8月19日、テレビ朝日） - 田口 役
- 秘密（2010年10月、テレビ朝日）
- 闇金ウシジマくん（2010年、毎日放送） - 鷺咲社長 役
- 黒い報告書 男と女の事件ファイル「孤独」（2012年6月9日、BSジャパン） - 木滑順之介 役
- 負けて、勝つ 〜戦後を創った男・吉田茂〜（2012年、NHK総合） - 坂信弥 役
- 仮面ライダーウィザード 第28・29話（2013年3月24日・31日、テレビ朝日） - 中本治 役
- 京都地検の女（テレビ朝日）
  - 第4シリーズ 第7話（2007年12月13日）- 久保貞夫 役
  - 第9シリーズ 第1話（2013年7月18日） - 松永健作 役
- 福家警部補の挨拶 第1話（2014年1月14日、フジテレビ） - 辻伸彦 役
- 極悪がんぼ 第2話（2014年4月21日、フジテレビ） - 日之出 役
- ルーズヴェルト・ゲーム 第2話（2014年5月4日、TBS） - 竹本 役
- 55歳からのハローライフ 第4話（2014年7月5日、NHK総合） - 田上 役
- 科捜研の女（テレビ朝日）
  - 第7シリーズ　第5話（2006年）-  栗矢晴彦 役
  - 第14シリーズ 第4話（2014年11月6日 - 荻島重夫 役
- 秋田発地域ドラマ「ザ・ラスト・ショット」（2014年11月19日、NHK BSプレミアム） - 山中純 役
- 出入禁止の女〜事件記者クロガネ〜 第2話（2015年1月22日、テレビ朝日） - 釘町稔 役
- 無痛〜診える眼〜 第2話（2015年10月14日、フジテレビ） - 山田輝久 役
- 孤独のグルメ Season5 第9話（2015年11月28日、テレビ東京） - お父さん店員 役
- 特殊犯罪課・花島渉2（2017年） - 志村穣一 役
- デッドストック〜未知への挑戦〜（2017年） - 等々力恒夫 役
- ヒトヤノトゲ〜獄の棘〜（2017年） - 川岸次道 役
- どこにもない国（2018年） - 長谷川 役
- 遺留捜査（2018年） - 志倉啓介 役
- 日曜プライム
  - 「警視庁・捜査一課長　スペシャル4」（2019年） - 三条武春 役
- 永遠のニシパ 〜北海道と名付けた男 松浦武四郎〜（2019年） - 六之助 役
- ノーサイド・ゲーム（2019年、TBS）
- 絶メシロード（2020年） - 櫻井要祐 役
- パレートの誤算（2020年） - 岩塚武 役
- 刑事7人
  - SEASON7 第1話（2021年） - 田山邦夫 役
  - SEASON9 第3話（2023年） - 池添一雄 役
- 無用庵隠居修行 第5作（2021年） - 佐藤久兵衛 役
- 家政夫のミタゾノ 第6シリーズ 最終話（2023年12月5日、テレビ朝日） - 桃山哲平 役[2]
- ゴールドサンセット（2025年2月23日 - 3月30日、WOWOW） - 滑川純平 役[3]

### ウェブテレビ
- Jimmy〜アホみたいなホンマの話〜（2018年7月、Netflix） - 岡八郎 役

### 映画
- 逆噴射家族（1984年）
- 血風ロック（1985年）
- ビリィ・ザ・キッドの新しい夜明け（1986年）
- フリーター（1987年）
- 月はどっちに出ている（1991年）
- 大病人（1993年）
- お墓と離婚（1993年）
- 平成無責任一家 東京デラックス（1995年）
- 君といつまでも（1995年）
- 右向け左!自衛隊へ行こう（1995年）
- 三たびの海峡（1995年）
- ぼくは勉強ができない（1996年）
- 宮澤賢治 その愛（1996年）
- マルタイの女（1997年）
- がんばっていきまっしょい（1998年、東映）
- ゴジラ2000 ミレニアム（1999年） - 漁師 役[1]
- 仮面学園（2000年、東映）
- 郡上一揆（2000年）
- ミナミの帝王劇場版15 商工ローン・保証人の落し穴（2000年）
- 人間の屑（2001年）
- 案山子 KAKASHI（2001年）
- 殺し屋1（2001年）
- カタクリ家の幸福（2001年）
- ELECTRIC DRAGON 80000V（2001年）
- OUT（2002年）
- ラストシーン（2002年）
- 七人の弔（2005年）
- いらっしゃいませ、患者さま。（2005年）
- 県庁の星（2006年）
- 監督・ばんざい!（2007年） - 車を拾った男
- 探偵はBARにいる（2011年）
- ギャルバサラ -戦国時代は圏外です-（2011年）
- 土竜の唄（2014年） - 茂呂里寛（闇医者） 役
- おかあさんの木（2015年） - 鈴木実 役
- 化け物と女（2018年） - 的場署長 役
- 星屑の町（2020年2月21日東北4県先行上映、3月6日全国公開、東映ビデオ） - 青木五郎 役
- 大怪獣のあとしまつ（2022年） - 川西紫 役
- 義父養父（2023年）[4]
- 帰ってきた あぶない刑事（2024年） - 王（宝石商） 役

### 舞台
- 星屑の町シリーズ
- 仮釈放
- ガリレオの生涯
- マクベス
- アルゴス坂の白い家－クリュタイメストラ－ （2007年9月20日 - 10月7日、新国立劇場）
- 新宿八犬伝
- コルセット（2012年7月4日 - 7月9日、ザ・スズナリ）
- ナイトーシンジュク・トラップホール（2024年7月16日 - 21日、新宿シアタートップス）[5]
- HI或る、かぎり（2025年4月2日 - 6日、下北沢駅前劇場）[6]

### テレビアニメ
- こちら葛飾区亀有公園前派出所（フジテレビ）
  - 第107話「大ハード2! 史上最低の決戦」（1998年10月4日） - シャーク番長 役
  - 第214話「帰ってきた交通安全の鬼」（2001年2月11日） - 綿貫 役

### 吹き替え
- フルメタル・ジャケット

### バラエティ
- 天才てれびくんMAX（NHK教育、2007年）
- リンカーン（TBS、2008年）